# جي بي دي فورميس 2006
جي بي دي فورميس 2006 (بالفرنسية: Grand Prix de Fourmies 2006)‏ هو سباق دراجات هوائية، وهو الموسم رقم 74 من السباق، وأقيم في 10 سبتمبر 2006، وامتدّ لمسافة 198 كيلومتر، وهو أحد سباقات طواف أوروبا للدراجات 2005–06، وهو من نوع سباق يوم واحد، وهو من نوع سباق الدراجات.
فاز فيه بالمركز الأول فيليب جيلبير، وبالمركز الثاني أدريان بالوماريس، وبالمركز الثالث مايكل ألباسيني.

## التصنيف العام النهائي
| \| التصنيف العام \| التصنيف العام \| التصنيف العام \| التصنيف العام \| التصنيف العام \| \| العداء \| العداء \| الفريق \| الوقت \| \| \| ------------- \| ---------------- \| --------------------- \| ------------- \| ------------- \| \| 1 \| فيليب جيلبير \| La Française des jeux \| \| \| \| 2 \| أدريان بالوماريس \| Kaiku [الإنجليزية]‏ \| \| \| \| 3 \| مايكل ألباسيني \| Liquigas [الإنجليزية]‏ \| \| \| |                  |                       |       |  |
| |                  |                       |       |  |
| مصادر: ProCyclingStats Cycling Archives |                  |                       |       |  |
| التصنيف العام |                  |                       |       |  |
| العداء | العداء           | الفريق                | الوقت |  |
| 1 | فيليب جيلبير     | La Française des jeux |       |  |
| 2 | أدريان بالوماريس | Kaiku ‏                |       |  |
| 3 | مايكل ألباسيني   | Liquigas ‏             |       |  |

## وصلات خارجية
- لمحة عن سباق جي بي دي فورميس 2006 على موقع  ProCyclingStats   (برو  سايكلنج  ستاتس) - إحصاءات  محترفي  الدراجات.

- جي بي دي فورميس 2006 على موقع إحصائيات الدراجات الإحترافية (الإنجليزية)
- جي بي دي فورميس 2006 في موقع Cycling Archives سايكلنج أركايفز